# فهرست قنات‌های شهرستان محلات
جدول زیر بر اساس آمار وزارت جهاد کشاورزیتهیه شده‌است. فهرست زیر قنات‌های شهرستان محلات در استان مرکزی را نشان می‌دهد.
| نام قنات             | موقعیت                  | نزدیک‌ترین روستا | طول قنات (متر) | تعداد میله چاه | عمق مادر چاه | دبی (لیتر بر ثانیه) | سطح زیر کشت (هکتار) |
| -------------------- | ----------------------- | --------------- | -------------- | -------------- | ------------ | ------------------- | ------------------- |
| آب بالا              | بخش مرکزی شهرستان محلات | نیم ور          | ۰              | ۱۰             | ۰            | ۱۵                  | ۱۵                  |
| آب مرق               | بخش مرکزی شهرستان محلات | محلات           | ۰              | ۹              | ۰            | ۸                   | ۱۳                  |
| آب و دارا            | بخش مرکزی شهرستان محلات | خورهه           | ۰              | ۴۰             | ۰            | ۸                   | ۱۰                  |
| اببید                | بخش مرکزی شهرستان محلات | محلات           | ۰              | ۹۰             | ۰            | ۱۴                  | ۱۲٫۶۰۰۰۰۰۳۸۱۴۶۹۷    |
| ابده                 | بخش مرکزی شهرستان محلات | محلات           | ۰              | ۴۰             | ۰            | ۱۸٫۵                | ۱۷٫۵                |
| ازنو                 | بخش مرکزی شهرستان محلات | خورهه           | ۰              | ۴۰             | ۰            | ۲۵                  | ۲۵                  |
| استخرسفید            | بخش مرکزی شهرستان محلات | گلچشمه          | ۰              | ۶              | ۰            | ۲                   | ۱٫۵                 |
| اقاکمال              | بخش مرکزی شهرستان محلات | محلات           | ۰              | ۱۴             | ۰            | ۶                   | ۵                   |
| امیرآباد             | بخش مرکزی شهرستان محلات | امیرآباد بزیجان | ۰              | ۱۰             | ۰            | ۶                   | ۱۰                  |
| اکبرآباد             | بخش مرکزی شهرستان محلات | ورسقلی          | ۰              | ۳۰             | ۰            | ۱٫۵                 | ۲٫۴۰۰۰۰۰۰۹۵۳۶۷۴۳    |
| باغ سلطانه           | بخش مرکزی شهرستان محلات | محلات           | ۰              | ۳۴             | ۰            | ۵                   | ۶                   |
| باغ سلطانه           | بخش مرکزی شهرستان محلات | محلات           | ۰              | ۳۰             | ۰            | ۱۸٫۵                | ۱۹٫۲۰۰۰۰۰۷۶۲۹۳۹۵    |
| باغ پایین            | بخش مرکزی شهرستان محلات | سنجه باشی       | ۰              | ۳۳             | ۰            | ۲                   | ۳                   |
| بزیجان               | بخش مرکزی شهرستان محلات | بزیجان          | ۰              | ۱۲             | ۰            | ۱۱                  | ۱۵                  |
| بقال‌آباد             | بخش مرکزی شهرستان محلات | محلات           | ۰              | ۱۱             | ۰            | ۱                   | ۱                   |
| بله                  | بخش مرکزی شهرستان محلات | طایقان          | ۰              | ۲۰             | ۰            | ۳                   | ۳                   |
| بهجت‌آباد             | بخش مرکزی شهرستان محلات | نیم ور          | ۰              | ۱۶۰            | ۰            | ۱۱٫۵                | ۱۲                  |
| تخت                  | بخش مرکزی شهرستان محلات | سکندر           | ۰              | ۱۰             | ۰            | ۵                   | ۵                   |
| تیته                 | بخش مرکزی شهرستان محلات | تیته            | ۰              | ۱۳             | ۰            | ۱۸٫۵                | ۲۵                  |
| جعفرآباد             | بخش مرکزی شهرستان محلات | گلچشمه          | ۰              | ۲۶             | ۰            | ۳                   | ۲                   |
| جنت‌آباد              | بخش مرکزی شهرستان محلات | سعادت‌آباد       | ۰              | ۴              | ۰            | ۲٫۵                 | ۲                   |
| جهانیر               | بخش مرکزی شهرستان محلات | طایقان          | ۰              | ۴۰             | ۰            | ۵                   | ۷                   |
| حاج دلاور            | بخش مرکزی شهرستان محلات | خورهه           | ۰              | ۳۰             | ۰            | ۱۲                  | ۱۱٫۳۰۰۰۰۰۱۹۰۷۳۴۹    |
| حاج صادق             | بخش مرکزی شهرستان محلات | محلات           | ۰              | ۱۸             | ۰            | ۴۰                  | ۵۰                  |
| حاجی‌آباد             | بخش مرکزی شهرستان محلات | حاجی‌آباد        | ۰              | ۳۵             | ۰            | ۵٫۵                 | ۵                   |
| حجت‌آباد              | بخش مرکزی شهرستان محلات | محلات           | ۰              | ۲۰             | ۰            | ۴                   | ۵                   |
| حسین‌آباد             | بخش مرکزی شهرستان محلات | ورسفلی          | ۰              | ۲۰             | ۰            | ۱٫۵                 | ۴                   |
| حسین‌آباد مرادی       | بخش مرکزی شهرستان محلات | محلات           | ۰              | ۱۲             | ۰            | ۱                   | ۱                   |
| حشین‌آباد             | بخش مرکزی شهرستان محلات | طایقان          | ۰              | ۱۸             | ۰            | ۴                   | ۶٫۱۹۹۹۹۹۸۰۹۲۶۵۱۴    |
| حیدرآباد             | بخش مرکزی شهرستان محلات | گلچه            | ۰              | ۲۰             | ۰            | ۲                   | ۱٫۵                 |
| خالق‌آباد             | بخش مرکزی شهرستان محلات | ورسفلی          | ۰              | ۳۰             | ۰            | ۸٫۵                 | ۱۰                  |
| خسروشاه              | بخش مرکزی شهرستان محلات | محلات           | ۰              | ۱۳             | ۰            | ۰                   | ۰                   |
| خطیرآباد             | بخش مرکزی شهرستان محلات | محلات           | ۰              | ۸۰             | ۰            | ۱۸                  | ۲۲٫۵                |
| خونی                 | بخش مرکزی شهرستان محلات | ور علیا         | ۰              | ۱۵             | ۰            | ۱۵                  | ۱۵                  |
| ده دستجرد            | بخش مرکزی شهرستان محلات | خورهه           | ۰              | ۱۵             | ۰            | ۱۹                  | ۱۷٫۵                |
| دودره                | بخش مرکزی شهرستان محلات | ورسفلی          | ۰              | ۱۱             | ۰            | ۴                   | ۳٫۷۰۰۰۰۰۰۴۷۶۸۳۷۲    |
| دولستان              | بخش مرکزی شهرستان محلات | امیرآباد محلات  | ۰              | ۱۴             | ۰            | ۳                   | ۵                   |
| رضاعلی               | بخش مرکزی شهرستان محلات | محلات           | ۰              | ۷۰             | ۰            | ۱۰                  | ۱۱                  |
| زنجیرآباد            | بخش مرکزی شهرستان محلات | خورهه           | ۰              | ۱۰             | ۰            | ۱۵                  | ۱۷٫۵                |
| سعادت‌آباد            | بخش مرکزی شهرستان محلات | سعادت‌آباد       | ۰              | ۳۵             | ۰            | ۱۰                  | ۱۰                  |
| شوره بالا            | بخش مرکزی شهرستان محلات | شوره            | ۰              | ۵۵             | ۰            | ۷                   | ۷                   |
| شوره پایین           | بخش مرکزی شهرستان محلات | شوره            | ۰              | ۴۰             | ۰            | ۱٫۵                 | ۳٫۵                 |
| صالح‌آباد             | بخش مرکزی شهرستان محلات | محلات           | ۰              | ۲۲             | ۰            | ۱۳                  | ۱۵٫۵                |
| صفی‌آباد              | بخش مرکزی شهرستان محلات | صفی‌آباد         | ۰              | ۸۵             | ۰            | ۶۰                  | ۱۰۰                 |
| طایقان               | بخش مرکزی شهرستان محلات | طایقان          | ۰              | ۲۶             | ۰            | ۱۷                  | ۲۵                  |
| عالم‌آباد             | بخش مرکزی شهرستان محلات | محلات           | ۰              | ۳۲             | ۰            | ۲۰                  | ۳۰                  |
| عباس‌آباد             | بخش مرکزی شهرستان محلات | باقرآباد        | ۰              | ۸              | ۰            | ۳                   | ۳                   |
| علی دره              | بخش مرکزی شهرستان محلات | محلات           | ۰              | ۱۸             | ۰            | ۴٫۵                 | ۵٫۵                 |
| علی‌آباد              | بخش مرکزی شهرستان محلات | سنجه باشی       | ۰              | ۳۵             | ۰            | ۱۱                  | ۱۳                  |
| علی‌آباد ریزآب        | بخش مرکزی شهرستان محلات | محلات           | ۰              | ۷۰             | ۰            | ۴٫۵                 | ۶٫۵                 |
| عیسی‌آباد             | بخش مرکزی شهرستان محلات | عیسی‌آباد        | ۰              | ۶۰             | ۰            | ۱۷                  | ۲۰٫۱۰۰۰۰۰۳۸۱۴۶۹۷    |
| قاسم‌آباد             | بخش مرکزی شهرستان محلات | محلات           | ۰              | ۱۰             | ۰            | ۲۰                  | ۲۰                  |
| قره گل بالا          | بخش مرکزی شهرستان محلات | گلچشمه          | ۰              | ۲۰             | ۰            | ۲٫۵                 | ۲٫۵                 |
| قلعه باغبار          | بخش مرکزی شهرستان محلات | محلات           | ۰              | ۴۰             | ۰            | ۷٫۵                 | ۸٫۵                 |
| قنات پایین           | بخش مرکزی شهرستان محلات | سجه باشی        | ۰              | ۳۰             | ۰            | ۲                   | ۴٫۵                 |
| قنبرآباد             | بخش مرکزی شهرستان محلات | طایقان          | ۰              | ۲۰             | ۰            | ۳                   | ۳                   |
| لابا                 | بخش مرکزی شهرستان محلات | ور علیا         | ۰              | ۱۵             | ۰            | ۴                   | ۴                   |
| لاگز                 | بخش مرکزی شهرستان محلات | محلات           | ۰              | ۲۱             | ۰            | ۶                   | ۷                   |
| لنجه                 | بخش مرکزی شهرستان محلات | لنجه            | ۰              | ۱۵             | ۰            | ۲٫۵                 | ۳٫۵                 |
| مالیون علی‌آباد       | بخش مرکزی شهرستان محلات | عیسی‌آباد        | ۰              | ۲۰             | ۰            | ۶                   | ۶                   |
| محمودآباد            | بخش مرکزی شهرستان محلات | محلات           | ۰              | ۲۸             | ۰            | ۳                   | ۵                   |
| مزرعه آقا            | بخش مرکزی شهرستان محلات | محلات           | ۰              | ۷              | ۰            | ۳٫۵                 | ۵                   |
| مزرعه استادعلی       | بخش مرکزی شهرستان محلات | محلات           | ۰              | ۲۵             | ۰            | ۲۵                  | ۲۵                  |
| مزرعه باجی           | بخش مرکزی شهرستان محلات | محلات           | ۰              | ۲۵             | ۰            | ۲۰                  | ۲۰                  |
| مزرعه مشهدعباس       | بخش مرکزی شهرستان محلات | محلات           | ۰              | ۲۲             | ۰            | ۱۰                  | ۱۰٫۵                |
| مزرعه مظاهری         | بخش مرکزی شهرستان محلات | محلات           | ۰              | ۲۰             | ۰            | ۰٫۸۰۰۰۰۰۰۱۱۹۲۰۹۲۹   | ۱                   |
| مزلاقزل سفلی         | بخش مرکزی شهرستان محلات | طایقان          | ۰              | ۳۰             | ۰            | ۴                   | ۶                   |
| مزلاقزل علیا         | بخش مرکزی شهرستان محلات | طایقان          | ۰              | ۸              | ۰            | ۰٫۶۹۹۹۹۹۹۸۸۰۷۹۰۷۱   | ۰٫۸۰۰۰۰۰۰۱۱۹۲۰۹۲۹   |
| مزگان                | بخش مرکزی شهرستان محلات | مزگان           | ۰              | ۱۳             | ۰            | ۱۰                  | ۸٫۵                 |
| ملک شاه              | بخش مرکزی شهرستان محلات | ملک شاه         | ۰              | ۲۸             | ۰            | ۶                   | ۹٫۵                 |
| مومن‌آباد             | بخش مرکزی شهرستان محلات | محلات           | ۰              | ۱۸             | ۰            | ۱۲                  | ۱۳٫۵                |
| میرزاحسن             | بخش مرکزی شهرستان محلات | محلات           | ۰              | ۴۲             | ۰            | ۴٫۵                 | ۷٫۵                 |
| ناهک                 | بخش مرکزی شهرستان محلات | طایقان          | ۰              | ۱۰             | ۰            | ۴٫۵                 | ۷                   |
| نصرت‌آباد             | بخش مرکزی شهرستان محلات | محلات           | ۰              | ۲۱             | ۰            | ۱۸                  | ۲۰                  |
| نهردن                | بخش مرکزی شهرستان محلات | محلات           | ۰              | ۲۰             | ۰            | ۳۰                  | ۵۰                  |
| وزران                | بخش مرکزی شهرستان محلات | خورهه           | ۰              | ۲۰             | ۰            | ۲۰                  | ۱۸                  |
| وزوان                | بخش مرکزی شهرستان محلات | خورهه           | ۰              | ۱۲             | ۰            | ۲۱                  | ۲۵                  |
| پرشگاه               | بخش مرکزی شهرستان محلات | ورسفلی          | ۰              | ۲۵             | ۰            | ۳٫۵                 | ۳                   |
| پلگ یارم             | بخش مرکزی شهرستان محلات | طایقان          | ۰              | ۴۰             | ۰            | ۴                   | ۴                   |
| چشمه سیاه            | بخش مرکزی شهرستان محلات | خورهه           | ۰              | ۳۰             | ۰            | ۴                   | ۴٫۵                 |
| چهاربرجی             | بخش مرکزی شهرستان محلات | محلات           | ۰              | ۲۰             | ۰            | ۳٫۵                 | ۴                   |
| چهارطاقی             | بخش مرکزی شهرستان محلات | گلچشمه          | ۰              | ۲۲             | ۰            | ۱                   | ۱                   |
| کلنگه                | بخش مرکزی شهرستان محلات | خورهه           | ۰              | ۳۰             | ۰            | ۱٫۸۹۹۹۹۹۹۷۶۱۵۸۱۴    | ۲٫۷۹۹۹۹۹۹۵۲۳۱۶۲۸    |
| کهریز بالا           | بخش مرکزی شهرستان محلات | ور علیا         | ۰              | ۶۵             | ۰            | ۳۲                  | ۳۶                  |
| کهریز نو             | بخش مرکزی شهرستان محلات | محلات           | ۰              | ۲۰             | ۰            | ۲۰                  | ۲۰                  |
| کهنه                 | بخش مرکزی شهرستان محلات | بزیجان          | ۰              | ۱۲             | ۰            | ۲۳                  | ۲۵                  |
| کهون پایین           | بخش مرکزی شهرستان محلات | بزیجان          | ۰              | ۱۰             | ۰            | ۹٫۵                 | ۱۰٫۵                |
| کوه سفید             | بخش مرکزی شهرستان محلات | کوه سفید        | ۰              | ۱۱۵            | ۰            | ۱۸                  | ۲۰                  |
| کیاب                 | بخش مرکزی شهرستان محلات | محلات           | ۰              | ۱۰۰            | ۰            | ۸                   | ۵                   |
| گریه گوگل            | بخش مرکزی شهرستان محلات | خورهه           | ۰              | ۱۰             | ۰            | ۳٫۵                 | ۴                   |
| گل لاله بالا و پایین | بخش مرکزی شهرستان محلات | مزلجان          | ۰              | ۲۲             | ۰            | ۵                   | ۵                   |
| گلچشمه               | بخش مرکزی شهرستان محلات | گلچشمه          | ۰              | ۵۰             | ۰            | ۱۳                  | ۱۰                  |
| گلچشمه پایین         | بخش مرکزی شهرستان محلات | گلچه            | ۰              | ۰              | ۰            | ۱٫۵                 | ۲                   |
| گنج دره              | بخش مرکزی شهرستان محلات | سعادت‌آباد       | ۰              | ۸              | ۰            | ۶٫۵                 | ۸                   |
| گهون بالا            | بخش مرکزی شهرستان محلات | بزیجان          | ۰              | ۲۰             | ۰            | ۳                   | ۳                   |
| گوشه                 | بخش مرکزی شهرستان محلات | محلات           | ۰              | ۲۱             | ۰            | ۲۵                  | ۲۵                  |
| یکه چاه              | بخش مرکزی شهرستان محلات | یکه چاه         | ۰              | ۲۰             | ۰            | ۲                   | ۰                   |